# Фара Ђера д'Ада
Фара Ђера д'Ада (итал. Fara Gera d'Adda) је насеље у Италији у округу Бергамо, региону Ломбардија.
Према процени из 2011. у насељу је живело 6575 становника. Насеље се налази на надморској висини од 133 м.

## Становништво
Према резултатима пописа становништва 2011. у општини је живело 7.913 становника.
| 1936. | 1951. | 1961. | 1971. | 1981. | 1991. | 2001. | 2011. |
| ----- | ----- | ----- | ----- | ----- | ----- | ----- | ----- |
| 4.208 | 4.478 | 4.503 | 4.410 | 4.914 | 5.516 | 6.748 | 7.913 |